# Hugo Dellien
Hugo Dellien (* 16. Juni 1993 in Trinidad) ist ein bolivianischer Tennisspieler.

## Karriere
Dellien begann mit fünf Jahren das Tennisspielen. Bereits auf der Juniorentour konnte er erste Erfolge erzielen. Sein größter Erfolg bei einem Junior-Grand-Slam war 2011 bei den US Open. Im Einzel zog er ins Achtelfinale im Doppel ins Viertelfinale ein. Seine beste Platzierung war ein kombinierter 2. Rang in der Juniorenweltrangliste.
Auf der Profitour spielt Dellien hauptsächlich Turniere auf der unterklassigen ITF Future Tour und ATP Challenger Tour. Bisher gewann er auf der Future Tour 16 Einzel- und 17 Doppeltitel.
Dellien bestritt 2009 seine ersten Turniere auf der Profitour. Bis Oktober 2012 spielte er dabei ausschließlich auf der Future Tour. Bei seinem ersten Challengerturnier in Montevideo erhielt er eine Wildcard für das Doppelfeld, verlor mit Santiago Maresca aber das Auftaktmatch. In Cali stand er erneut in einem Hauptfeld eines Challengers. Im Doppel schaffte er den Einzug in die zweite Runde, schied dort aber in zwei Sätzen aus. Im August 2013 stand er in der Weltrangliste im Einzel sowie im Doppel jeweils etwa in den Top 400. 2014 stand er mit Eduardo Schwank in seinem ersten Challenger-Doppelfinale, das sie in zwei Sätzen verloren. Auf der Future Tour gewann er diverse Turniere im Doppel und machte einen Sprung in der Weltrangliste, so dass er am Jahresende in den Top 200 der Welt stand. Im Folgejahr konnte Dellien nicht an die Leistungen anknüpfen, weshalb er in der Weltrangliste im Einzel und Doppel bis auf den 500. Rang abrutschte. Diese Tendenz setzte sich fort, erst Mitte 2017 erholte er sich wieder und gewann mehrere Future Turniere im Einzel, sodass er Ende des Jahres wieder jeweils in den Top 200 stand.
2018 gelang ihm ein Durchbruch. Er gewann innerhalb von zwei Monaten drei Turniere. In Sarasota setzte er sich im Finale gegen Facundo Bagnis in drei Sätzen durch, in Savannah besiegte er Christian Harrison und in Vicenza gewann er gegen Matteo Donati. Im Juni stand er dadurch auf dem 113. Rang, seiner bislang besten Platzierung. Mit seinem Triumph schaffte er den ersten Turniersieg eines Bolivianers seit Mario Martínez im Jahr 1983.
Dellien spielt seit 2010 für die bolivianische Davis-Cup-Mannschaft. Seine Bilanz im Einzel ist 20:7, im Doppel 6:3.

## Erfolge
| Legende (Anzahl der Siege)  |
| Grand Slam                  |
| ATP World Tour Finals       |
| ATP World Tour Masters 1000 |
| ATP World Tour 500          |
| ATP World Tour 250          |
| ATP Challenger Tour (15)    |

### Einzel

#### Turniersiege
| Nr. | Datum             | Turnier               | Belag | Finalgegner            | Ergebnis        |
| --- | ----------------- | --------------------- | ----- | ---------------------- | --------------- |
| 1.  | 22. April 2018    | Sarasota              | Sand  | Facundo Bagnis         | 2:6, 6:4, 6:2   |
| 2.  | 6. Mai 2018       | Savannah              | Sand  | Christian Harrison     | 6:1, 1:6, 6:4   |
| 3.  | 3. Juni 2018      | Vicenza               | Sand  | Matteo Donati          | 6:4, 5:7, 6:4   |
| 4.  | 10. März 2019     | Santiago de Chile (1) | Sand  | Wu Tung-lin            | 5:7, 7:61, 6:1  |
| 5.  | 30. Juni 2019     | Mailand               | Sand  | Danilo Petrović        | 7:5, 6:4        |
| 6.  | 3. Oktober 2021   | Lima                  | Sand  | Camilo Ugo Carabelli   | 6:3, 7:5        |
| 7.  | 14. November 2021 | Montevideo            | Sand  | Juan Ignacio Londero   | 6:0, 6:1        |
| 8.  | 13. März 2022     | Santiago de Chile (2) | Sand  | Alejandro Tabilo       | 6:3, 4:6, 6:4   |
| 9.  | 12. März 2023     | Santiago de Chile (3) | Sand  | Thiago Seyboth Wild    | 3:6, 6:3, 6:3   |
| 10. | 29. Oktober 2023  | Curitiba              | Sand  | Oliver Crawford        | 7:66, 4:6, 7:61 |
| 11. | 14. Juli 2024     | Iași                  | Sand  | Javier Barranco Cosano | 6:1, 6:1        |
| 12. | 4. August 2024    | Liberec               | Sand  | Elmer Møller           | 5:7, 6:4, 6:1   |
| 13. | 11. August 2024   | Bonn                  | Sand  | Maximilian Marterer    | 7:62, 6:0       |
| 14. | 7. Juni 2025      | Prostějov             | Sand  | Tseng Chun-hsin        | 6:3, 6:4        |

### Doppel

#### Turniersiege
| Nr. | Datum           | Turnier  | Belag | Partner         | Finalgegner                       | Ergebnis |
| --- | --------------- | -------- | ----- | --------------- | --------------------------------- | -------- |
| 1.  | 6. Oktober 2018 | Campinas | Sand  | Guillermo Durán | Franco Agamenone Fernando Romboli | 7:5, 6:4 |

## Abschneiden bei Grand-Slam-Turnieren

### Einzel
| Turnier         | 2018 | 2019 | 2020 | 2021 | 2022 | 2023 | 2024 | 2025 | Karriere |
| --------------- | ---- | ---- | ---- | ---- | ---- | ---- | ---- | ---- | -------- |
| Australian Open | —    | —    | 1    | 1    | —    | 1    | Q2   | Q3   | 1        |
| French Open     | Q2   | 2    | 1    | Q3   | 2    | 1    | Q1   | 1    | 2        |
| Wimbledon       | Q1   | 1    |      | Q2   | 1    | 1    | Q2   | 1    | 1        |
| US Open         | Q1   | 2    | 1    | Q2   | —    | 1    | Q1   |      | 2        |

Zeichenerklärung: S = Turniersieg; F, HF, VF, AF = Einzug ins Finale / Halbfinale / Viertelfinale / Achtelfinale; 1, 2, 3 = Ausscheiden in der 1. / 2. / 3. Hauptrunde; Q1, Q2, Q3 = Ausscheiden in der 1. / 2. / 3. Qualifikationsrunde; nicht ausgetragen